# Cầu lông tại Đại hội Thể thao châu Á 1966
Cầu lông được tổ chức lần thứ 2 tại Đại hội Thể thao châu Á lần thứ 5 vào năm 1966 ở Sân vận động trong nhà Hua Mark, Bangkok.

## Huy chương giành được
| Nội dung    | Vàng | Bạc | Đồng                                                                                    |
| ----------- | --- | --- | --------------------------------------------------------------------------------------- |
| Đơn nam     | Ang Tjin Siang · Indonesia | Wong Pek Sen · Indonesia                                                                                             | Kyi Nyunt · Miến Điện                                                                   |
| Đơn nam     | Ang Tjin Siang · Indonesia | Wong Pek Sen · Indonesia                                                                                             | Masao Akiyama · Nhật Bản                                                                |
| Đôi nam     | Malaysia (MAS) · Ng Boon Bee · Tan Yee Khan | Indonesia (INA) · Ang Tjin Siang · Tjoa Tjong Boan                                                                   | Indonesia (INA) · Tan King Gwan · Abdul Patah Unang                                     |
| Đôi nam     | Malaysia (MAS) · Ng Boon Bee · Tan Yee Khan | Indonesia (INA) · Ang Tjin Siang · Tjoa Tjong Boan                                                                   | Thái Lan (THA) · Charoen Wattanasin · Tuly Ulao                                         |
| Đội nam     | Thái Lan (THA) · Sangob Rattanusorn · Charoen Wattanasin · Narong Bhornchima · Raphi Kanchanaraphi · Channarong Ratanaseangsuang · Chavalert Chumkum · Tuly Ulao | Malaysia (MAS) · Yew Cheng Hoe · Billy Ng · Khor Cheng Chye · Ng Boon Bee · Tan Yee Khan · Teh Kew San · Eddy Choong | Trung Hoa Dân Quốc (ROC) · Lim Chien-jien · Lim Kheng-tee · Ho Wen-king · Wong Liang-un |
| Đội nam     | Thái Lan (THA) · Sangob Rattanusorn · Charoen Wattanasin · Narong Bhornchima · Raphi Kanchanaraphi · Channarong Ratanaseangsuang · Chavalert Chumkum · Tuly Ulao | Malaysia (MAS) · Yew Cheng Hoe · Billy Ng · Khor Cheng Chye · Ng Boon Bee · Tan Yee Khan · Teh Kew San · Eddy Choong | Nhật Bản (JPN) · Masao Akiyama · Takeshi Miyanaga · Eiichi Sakai · Ippei Kojima         |
| Đơn nữ      | Noriko Takagi · Nhật Bản | Sumol Chanklum · Thái Lan                                                                                            | Minarni · Indonesia                                                                     |
| Đơn nữ      | Noriko Takagi · Nhật Bản | Sumol Chanklum · Thái Lan                                                                                            | Tomoko Takahashi · Nhật Bản                                                             |
| Đôi nữ      | Indonesia (INA) · Minarni · Retno Kustijah | Nhật Bản (JPN) · Hiroe Amano · Tomoko Takahashi                                                                      | Thái Lan (THA) · Pratuang Pattabongs · Achara Pattabongs                                |
| Đôi nữ      | Indonesia (INA) · Minarni · Retno Kustijah | Nhật Bản (JPN) · Hiroe Amano · Tomoko Takahashi                                                                      | Nhật Bản (JPN) · Noriko Takagi · Kazuko Goto                                            |
| Đội nữ      | Nhật Bản (JPN) · Hiroe Amano · Tomoko Takahashi · Noriko Takagi · Kazuko Goto                                                                                    | Thái Lan (THA) · Sumol Chanklum · Pratuang Pattabongs · Achara Pattabongs · Boobpa Kaentong                          | Hàn Quốc (KOR) · Lee Young-Soon · Kang Young-Sin                                        |
| Đội nữ      | Nhật Bản (JPN) · Hiroe Amano · Tomoko Takahashi · Noriko Takagi · Kazuko Goto                                                                                    | Thái Lan (THA) · Sumol Chanklum · Pratuang Pattabongs · Achara Pattabongs · Boobpa Kaentong                          | Indonesia (INA) · Retno Kustijah · Minarni · Nurhaena · Tan Tjoen Ing                   |
| Đôi hỗn hợp | Malaysia (MAS) · Teh Kew San · Rosalind Singha Ang | Malaysia (MAS) · Eddy Choong · Tan Gaik Bee                                                                          | Indonesia (INA) · Wong Pek Sen · Minarni                                                |
| Đôi hỗn hợp | Malaysia (MAS) · Teh Kew San · Rosalind Singha Ang | Malaysia (MAS) · Eddy Choong · Tan Gaik Bee                                                                          | Indonesia (INA) · Tjoa Tjong Boan · Retno Kustijah                                      |

## Bảng huy chương
| 1    | Indonesia (INA)          | 2 | 2 | 5  | 9  |
| 2    | Malaysia (MAS)           | 2 | 2 | 0  | 4  |
| 3    | Nhật Bản (JPN)           | 2 | 1 | 4  | 7  |
| 4    | Thái Lan (THA)           | 1 | 2 | 2  | 5  |
| 5    | Myanmar (BIR)            | 0 | 0 | 1  | 1  |
| 5    | Trung Hoa Dân Quốc (ROC) | 0 | 0 | 1  | 1  |
| 5    | Hàn Quốc (KOR)           | 0 | 0 | 1  | 1  |
| Tổng | Tổng                     | 7 | 7 | 14 | 28 |